# Bakwan

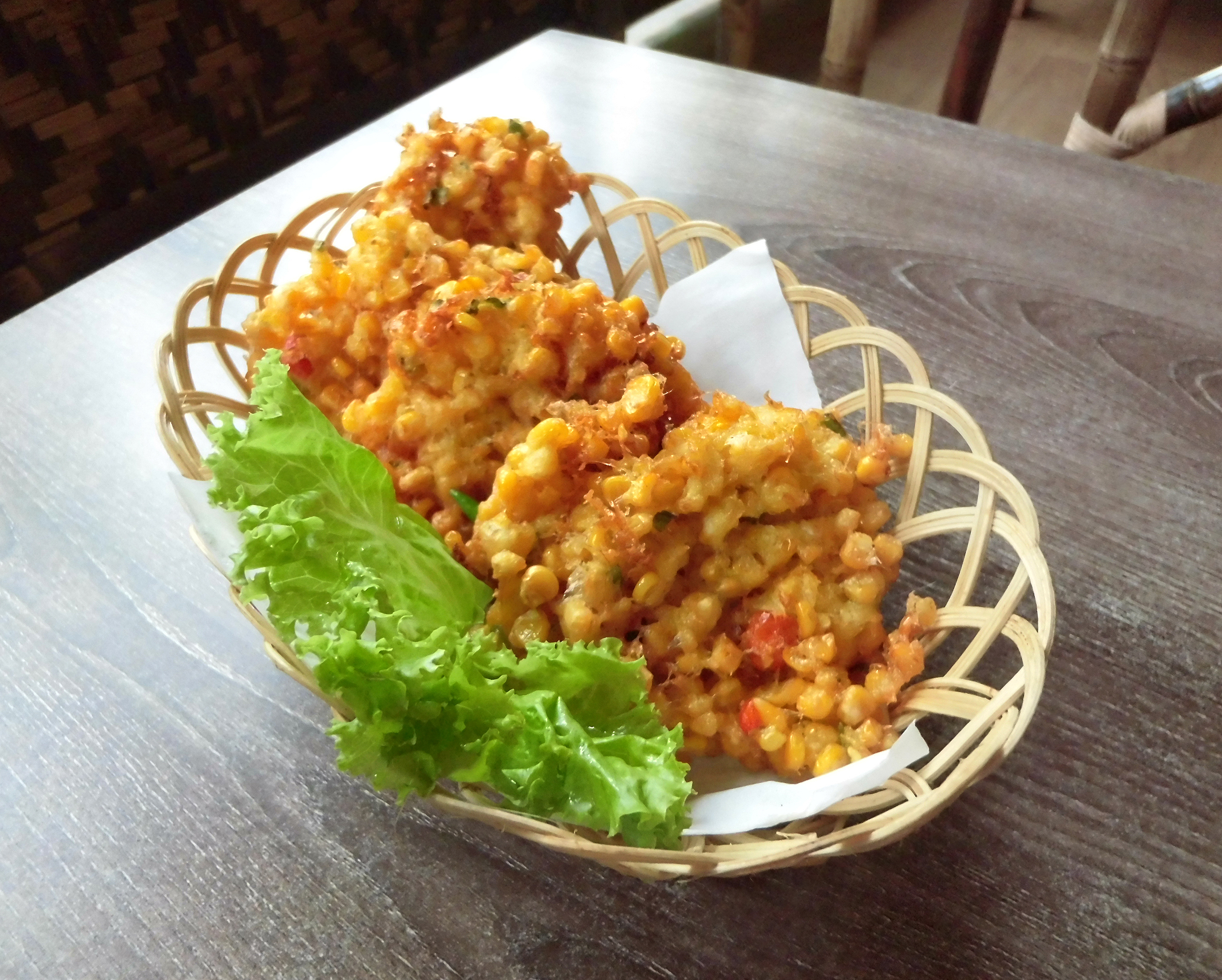
Bakwan jagung

Als Bakwan wird eine frittierte Speise aus der indonesischen Küche bezeichnet. Sie besteht aus verschiedenen Sorten Gemüse, welche mit einem Teig vermengt in Öl gebacken werden. Je nach Region existieren unterschiedliche Bezeichnungen und Rezepte.

## Etymologie und Geschichte
Die Bezeichnung geht auf chinesisch 肉丸, Pinyin ròu wán – „Fleischbällchen“ zurück, welche mit Mehl frittiertes Fleisch beschreibt. Im Laufe der Zeit hat das Wort einen Bedeutungswandel durchlebt, da sich die Zutaten indonesischer Bakwan im Laufe der Zeit stark verändert haben. Als mögliche Gründe werden unter anderem schlechte Verfügbarkeit von Nahrungsmitteln sowie der Einfluss verschiedener Kulturen vermutet. Hierbei spielt insbesondere die chinesische Diaspora eine Rolle, durch deren Einfluss viele Worte aus dem Hokkien-Dialekt in die indonesische Küche eingeflossen sind. Die Soziologin Mely Tan merkt an, dass im Zuge der Neuen Ordnung die entsprechenden Bezeichnungen in einer Weise in die indonesische Kultur Einfluss gehalten haben, dass selbst ethnischen Indonesiern die chinesische Herkunft unbekannt sei.
Innerhalb Indonesiens existieren unterschiedliche Bezeichnungen wie etwa bala-bala in Jawa Barat, pia-pia oder ote-ote in Jawa Timur oder badak oder rhinoceros in Zentraljava. In Nordsulawesi ist die Bezeichnung makao üblich.
Ähnliche Gerichte finden sich auch in anderen ostasiatischen Kulturen, wie etwa Tempura aus Japan oder Okoy auf den Philippinen.

## Zubereitung und Variationen

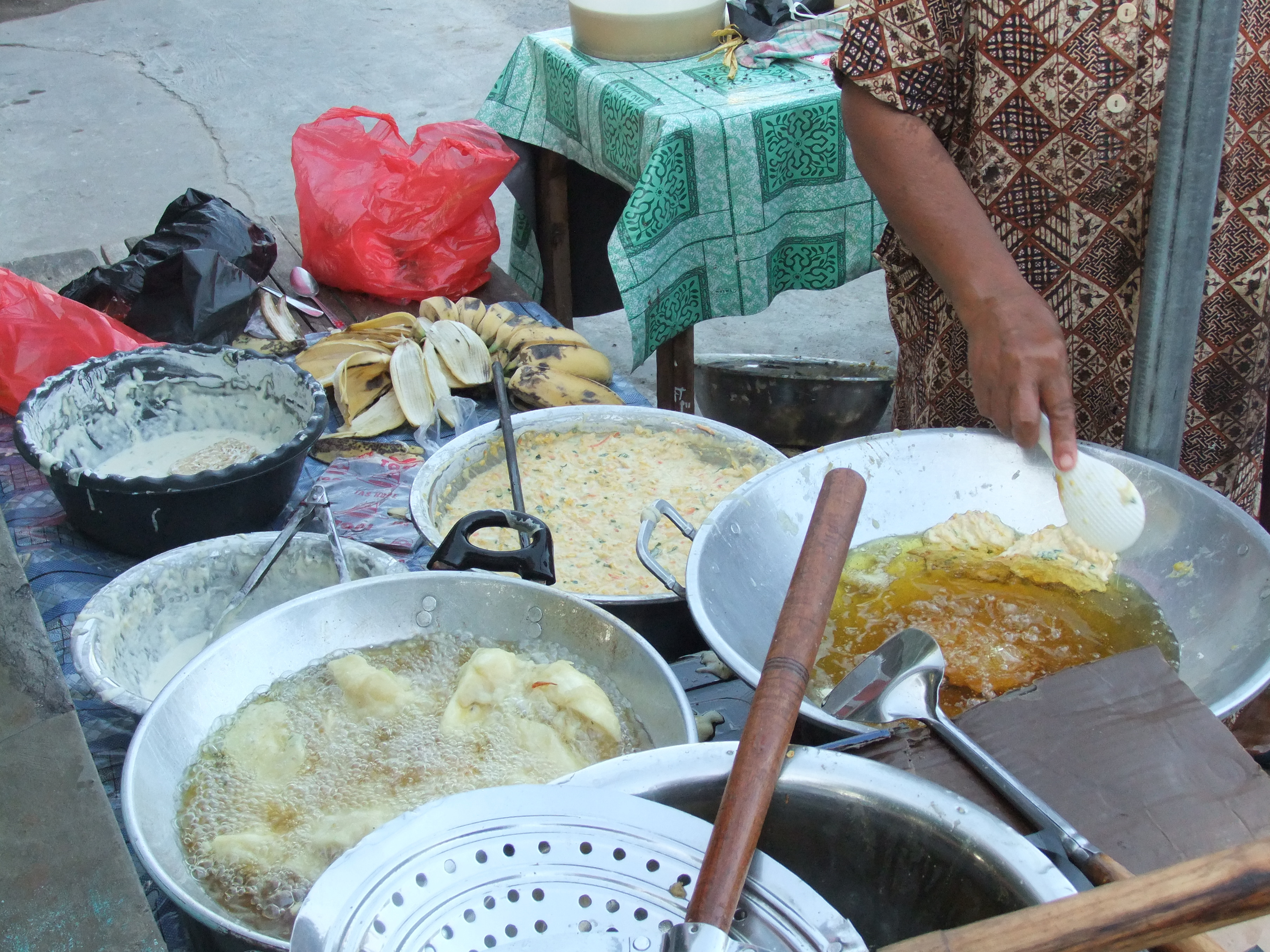
Zubereitung

Der Teig besteht in der Regel nur aus Mehl oder auch aus Reismehl, Eiern und Wasser. Dieser wird je nach Rezept mit unterschiedlichen Zutaten zusammen in Öl frittiert.
Die Variante bakwan sayur (deutsch Gemüse) besteht häufig aus Bohnensprossen, gehobelten Karotten und zerkleinertem Chinakohl. Auch üblich sind Sellerie, Erbsen oder auch Garnelen. Jagung (deutsch Mais) ist eine Variante, für welche ausschließlich Mais verwendet wird oder nach Belieben weitere Zutaten hinzukommen. Für udang (deutsch Garnele) werden hauptsächlich Garnelen im Teig frittiert.

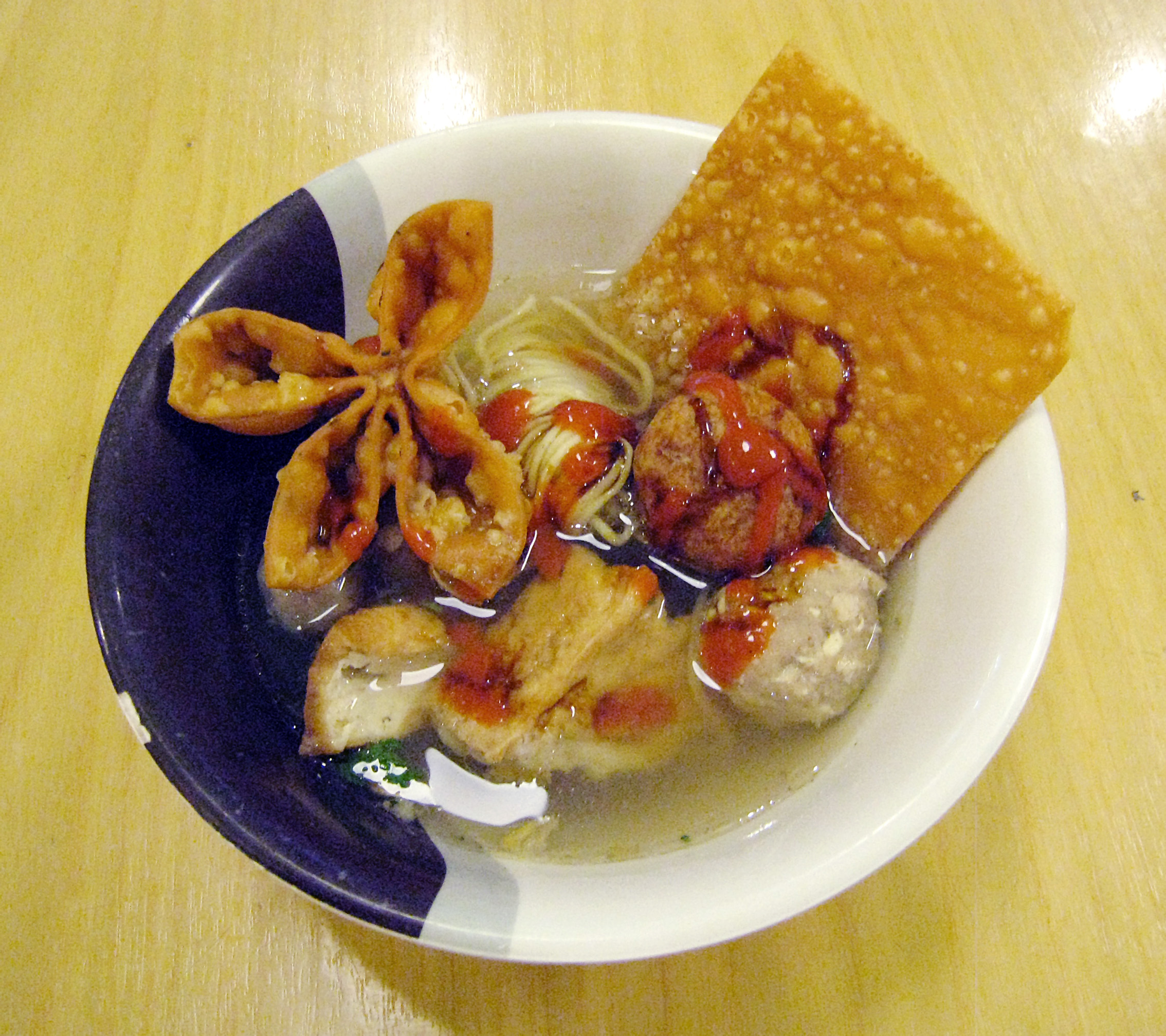
Bakwan Malang oder auch Bakso Malang

In den Regionen um Malang und Surabaya haben sich als Bakwan Malang, resp. Bakwan Surabaya Gerichte mit deutlich anderen Zutaten etabliert. Dort besteht die Hauptzutat aus gebratenen Fleischbällchen, welche mit Tofubällchen, Frühlingsrollen und Nudeln serviert werden.
Bakwan wird häufig mit Reis serviert. Das Gericht wird häufig von Straßenverkäufern angeboten. Hierzu werden Chilisauce, Erdnusssauce oder rohe Chilis als Beilage gereicht.